# Animusic
Animusic est une entreprise américaine spécialisée dans la production de films d'animation qui visualisent de la musique MIDI. L'entreprise a été fondée par Wayne Lytle, basée à New York et a des bureaux au Texas et en Californie. Le nom initial fut Visual Music puis est devenu Animusic en 1995.

## Compilations
Deux albums vidéo ont été produits :
- Animusic: A Computer Animation Video Album
- Animusic 2: A New Computer Animation Video Album

## Animations
- Différentes animations produites pour SIGGRAPH
- More Bells and Whistles (1990), réalisée par Wayne Lytle avant la création de la société Animusic
- Beyond the Walls (1995), première animation sous le nom Animusic, qui existait également en version stéréoscopique (3D) sous le nom Concerto in 3D, produite pour VRex (un fabricant de lunettes et projecteurs stéréoscopiques)
- Kansas - Device, Voice, Drum DVD (2002)